# Prickfiskartade fiskar
Prickfiskartade fiskar (Myctophiformes) är en ordning i underklassen strålfeniga fiskar. Arterna lever i det öppna tropiska till tempererade havet i de tre största oceanerna. De vistas på dagen vanligen 300 till 1200 meter under vattenytan och letar på natten 10 till 100 meter under vattenytan efter föda. Ordningen utgörs av två familjer med cirka 35 släkten och omkring 250 arter.

## Utseende
Dessa fiskar är vanligen mellan 4 och 30 centimeter långa. De har en smal kropp, ofta en fettfena och en stor mun. Simblåsan är allmänt liten. Många arter har lysorgan på kroppen som påminner i formen om pärlor.

## Familjer
- Prickfiskar (Myctophidae)
- Neoscopelidae

### Fotnoter
1. ↑  H. Geoffrey Moser and William Watson: ORDER MYCTOPHIFORMES: Blackchins and Lanternfishes.

### Webbkällor
- Myctophiformes på FishBase (engelska)
- Stiassny, Melanie L.J. 1996. Scopelomorpha. Blackchins and Lanternfishes. Version 01 January 1996. in The Tree of Life Web Project (engelska)